# اندی فورد (بازیکن فوتبال اهل انگلستان)
اندی فورد (انگلیسی: Andy Ford؛ زادهٔ ۴ مهٔ ۱۹۵۴) بازیکن فوتبال اهل بریتانیا است.
از باشگاه‌هایی که در آن بازی کرده‌است می‌توان به باشگاه فوتبال دارتفورد، باشگاه فوتبال سوئیندون تاون، باشگاه فوتبال گیلینگام، باشگاه فوتبال ساوتند یونایتد، و باشگاه فوتبال ای‌اف‌سی بورنموث اشاره کرد.